# Corações Unidos do Favo de Acari
Grêmio Recreativo Escola de Samba Corações Unidos do Favo do Acarí foi uma escola de samba do Rio de Janeiro, fundada a 24 de maio de 2015, formada a partir da fusão das escolas Corações Unidos do Amarelinho e Favo de Acari.

## História
Foi criada como uma escola de samba, a partir da fusão das escolas de samba da Corações Unidos do Amarelinho e a Favo de Acari, que distavam suas quadras a apenas 850 metros de distância.
Em seu único carnaval, apresentou um enredo sobre os Jogos Olímpicos de 2016. Terminou em 10° lugar. Em abril de 2016, se anunciou o fim da parceria entre o Favo de Acari e o Corações Unidos do Amarelinho. mas três anos depois a parceria retornou, agora formando a União do Parque Acari.

## Segmentos

### Presidentes
| Nome          | Mandato   | Ref.  |
| ------------- | --------- | ----- |
| Luiz Carvalho | 2015-2016 | [ 2 ] |

### Intérpretes
| Período | Intérprete oficial               | Referências |
| ------- | -------------------------------- | ----------- |
| 2016    | Diego Nascimento e Clebinho Show | [ 3 ]       |

### Diretores
| Ano  | Diretor de Carnaval | Diretor geral de harmonia           | Mestre de bateria   | Ref.  |
| ---- | ------------------- | ----------------------------------- | ------------------- | ----- |
| 2016 | Neném               | Julio Cesar Caju e Wagner Fernandes | Vitinho Ritmo Total | [ 2 ] |

### Coreógrafo
| Ano  | Nome | Ref. |
| ---- | ---- | ---- |
| 2016 |      |      |

### Casal de Mestre-sala e Porta-bandeira
| Ano  | Nome            | Ref. |
| ---- | --------------- | ---- |
| 2016 | Fábio e Manuela |      |

### Corte de bateria
| Ano  | Rainha       | Ref.  |
| ---- | ------------ | ----- |
| 2016 | Rafaela Dias | [ 2 ] |

## Carnavais
| Ano  | Colocação | Grupo   | Enredo                                                                                          | Carnavalesco                  | Ref   |
| ---- | --------- | ------- | ----------------------------------------------------------------------------------------------- | ----------------------------- | ----- |
| 2016 | 10º lugar | Série B | Os Deuses do Olimpo rasgam o céu do Rio de Janeiro na festa do esporte para brincar no Carnaval | Nelson Costa e Eduardo Júnior | [ 4 ] |